# كورس سانت ماري دي هان
كورس سانت ماري دي هان هي مدرسة لمجموعة مختلفة من الأعمار تتراوح من روضة الأطفال إلى المدرسة الثانوية في داكار، السنغال. تأسست في 1949-1950 وتنتمي إلى مجموعة من المدارس الخاصة في أبرشية داكار للكنيسة الكاثوليكية. 
في عام 1991 حصلت على جائزة اليونسكو لتعليم السلام. 